# Loxogramme buettneri
Loxogramme buettneri là một loài thực vật có mạch trong họ Polypodiaceae. Loài này được (Kuhn) C. Chr. miêu tả khoa học đầu tiên năm 1917.